# Seznam minipivovarů v Česku
Seznam minipivovarů v Česku (s ročním výstavem menším než 10 000 hektolitrů) rozdělených podle krajů. Pivovary (s ročním výstavem větším než 10 000 hektolitrů),  pivovary zrušené a zaniklé jsou uvedeny samostatně.

## Praha
| Minipivovar                      | Vznik | Značky                                                                                          |
| -------------------------------- | ----- | ----------------------------------------------------------------------------------------------- |
| Bohnice                          | 2014  | Šedivák                                                                                         |
| Braník (Moucha)                  | 2016  | Česká moucha, Masařka, Moniak, Mušák                                                            |
| Břevnov (klášterní)              | 2011  | Břevnovský Benedikt                                                                             |
| Břevnov (Ladronka)               | 2018  | Heyl                                                                                            |
| Dejvice (VŠCHT)                  | 2011  | Lachout                                                                                         |
| Dolní Počernice                  | 2016  | Počernický ležák                                                                                |
| Holešovice                       | 2013  | Holešovický ležák, Marina, Přístavní výčepní                                                    |
| Horní Měcholupy (H1)             | 2013  | Hostivar                                                                                        |
| Horní Měcholupy (H2)             | 2017  | Hostivar                                                                                        |
| Hostivař (Vik)                   | 2020  | Lagervík, Ipavík, British golden alevík                                                         |
| Chodov                           | 2010  | Jihoměšťan                                                                                      |
| Chuchle                          | 2017  | Oktor, Osma                                                                                     |
| Karlín                           | 2018  | Karlín 11, Karlín 12, Karlín Black, Karlín IPA/APA/Pšenice                                      |
| Kbely                            | 2019  |                                                                                                 |
| Kobylisy                         | 2018  |                                                                                                 |
| Kunratice (Muflon)               | 2016  | Muflon                                                                                          |
| Kunratice (Spojovna)             | 2018  | Chodovský Kravaťák, Kunratický Študák, Šeberovský Fešák                                         |
| Libeň (Nad Kolčavkou)            | 2014  | Černá 13, IPA 15, Libeňský světlý ležák 12                                                      |
| Libeň (Richter)                  | 2004  | Pub Premium                                                                                     |
| Libeň (Trilobit)                 | 2017  | Nautilus, Nymfa, Trilobit, Weisse Rabe                                                          |
| Liboc                            | 2013  | Šárka, Šebestián                                                                                |
| Lochkov                          | 2016  | Lochkovské pivo                                                                                 |
| Malešice                         | 2014  | Malešické pivo                                                                                  |
| Nové Město (Národní)             | 2015  | Czech Lion                                                                                      |
| Nové Město (restaurační pivovar) | 1993  | Novoměstské pivo                                                                                |
| Nové Město (Pivovarský dům)      | 1998  | Čouda, Májový Kozlík, Šamp, Štěpán, Tokaj, Winter Stout                                         |
| Nové Město (SPŠPT)               | ?     | Chmelozdroj, Pivař, Podskalská koza, Podskalské výčepní, Podskalský ležák, Podskalský smrtihlav |
| Nové Město (U Fleků)             | 1499  | Flekovský ležák                                                                                 |
| Nusle (U Bansethů)               | 2007  | Bašta                                                                                           |
| Klukovice                        | 2019  | Kluk 10°; Tatin 12°; Panímáma 12°; Pantáta 13°; Holka 10°; Milostpaní 12°; Strýc 14°            |
| Prosek                           | 2013  | B-Ejl, Bezinkový cykloejl, Beznoska, Hejhula, Tmavý Koloušek, Warrior Ejl                       |
| Řeporyje                         | 2018  | Prefunda, Řeporyjský ležák, Vilda                                                               |
| Staré Město (Boršov)             | 2005  | Pražský most                                                                                    |
| Staré Město (Loď)                | 2017  | Legie, Republika, Monarchie, Remorkér, APA New Orleans, Stout Hoode                             |
| Staré Město (U Dvou koček)       | 2010  | Kočka                                                                                           |
| Staré Město (U Medvídků)         | 1466  | 1466, Matěj, Old Gott, Pivo Sv. Jiří, X-Beer 30                                                 |
| Staré Město (U Supa)             | 2016  | Sup                                                                                             |
| Staré Město (U Tří růží)         | 2012  | Klášterní speciál sv. Jiljí, Vídeňský červeňák                                                  |
| Stodůlky                         | 2014  | Lužinské pivo                                                                                   |
| Strahov                          | 1400  | Svatý Norbert                                                                                   |
| Suchdol                          | 2006  | Suchdolský Jeník                                                                                |
| Třebonice                        | 2010  | Bastard, Divá Bára, Geronimo, Rajtar, Skrblík, Uzenáč                                           |
| Uhříněves                        | 2016  | Alois                                                                                           |
| Veselý čmelák                    | 2020  | Bumblebeer West Coast IPA                                                                       |
| Vinohrady (Vinohradský)          | 2014  | Vinohradská 11, Vinohradská 12, Jantarová 13, STOUT 13, IPA 14                                  |
| Žižkov (Victor)                  | 2012  | Victor                                                                                          |
| Celkem 44                        |       | Celkem 96                                                                                       |

## Středočeský kraj
| Minipivovar                       | Vznik | Značky |
| --------------------------------- | ----- | --- |
| Beroun                            | 1998  | Berounský Grizzly, Berounský Klepáček, Berounský medvěd |
| Broumy                            | 2009  | Černá raketa, Karel Egon II., Matuška, Matuška Novošlechtěnec, Raptor, Svatý Matěj, Svatý Tomáš |
| Buštěhrad                         | 2011  | Taschenberg |
| Čečelice                          | 2016  | Cascadian Dark Ale, Čečelické pivo, Novej svět Porter |
| Dolní Břežany                     | 2015  | Dolnobřežanská 10°, Gari, Laser Beer, York |
| Drahouš                           | 2021  | Drahoušek, PiFko, Pláveček, Svatý Hubert, Temňák, Tlestkač, Žitečko |
| Hostomice pod Brdy                | 2014  | Fabián |
| Chýně                             | 1992  | Country osma, Dvorní, Kolařské pivo, Mlynářská, Rosemary, Starostova sedmnáctka, Tolštejnský říz, Zabiják z Nuslí |
| Jince                             | 2012  | Vilém |
| Kladno (U Kozlíků)                | 2009  | Černý Havíř, Ležák Mistra Taviče, Ležák Starosty Pavla, Mazlíček, Starokladno |
| Kněžičky                          | 2016  | Záhora |
| Kolín-Polepy                      | 1996  | Fešák, Mates, Mazel, Oliver, Povstalec |
| Kostelec nad Černými lesy(Šnajdr) | 2014  | Šnajdr |
| Kounice                           | 2012  | Kounický ležák, Kounický Mouřenín, Weizen |
| Kounice (Lisý dědek)              | 2014  | - Světlý ležák 12° , Výčepní světlé 10°, Polotmavý ležák 11° |
| Kunice                            | 2014  | Zlatý mazel |
| Kutná Hora (Měšťanský)            | 2017  | Bronzová 10, Stříbrná 11, Zlatá 12 |
| Kytín                             | 2017  | Kytínské pivo |
| Lety u Dobřichovic                | 2010  | MMX |
| Lobeč                             | 1586  | Lobeč |
| Mělnické Vtelno                   | 2012  | Adolf, Bivoj, Karel, Václav |
| Mělník                            | 2015  | Brtník, Němý Medvěd |
| Mlékojedy                         | 2016  | Kabrňáček, Kabrňák |
| Mutějovice                        | 2009  | Poddžbánské pivo |
| Nupaky                            | 2015  | Gwern |
| Obořiště                          | 2013  | Baštýř |
| Poděbrady                         | 1502  | Poděbradský Zdroj |
| Podlesí                           | 2013  | Brdonoš, Podleská IPA, Podleský ležák |
| Řevničov                          | 2017  | Don "Chichot", Ležák Máša, MAle, Sheriff |
| Říčany                            | 2015  | Mikeš 10, Valda 12, Dorota 15, Baba Jaga 13 |
| Sedlčany                          | 2014  | Krčín |
| Sedlec-Prčice                     | 2010  | Vítek z Prčice |
| Slaný (Antoš)                     | 2010  | Antošův ležák, Černé Poupě, Slánský Rarach, Svatý Gothard, Tlustý netopýr, Zlatý kozák |
| Slaný (Továrna)                   | 2016  | Kruták, Protektor IPA, Salzberg, Továrenská 10° |
| Snář                              | 2021  | Relax IPA, Obláček APA |
| Štiřín                            | 2010  | Magnát |
| Ujkovice                          | 2012  | Slepý krtek |
| Únětice                           | 2011  | Únětické pivo |
| Unhošť                            | 2017  | |
| Všeradice                         | 2012  | Raptor, Všerad |
| Zadní Třebaň                      | 2013  | Bobr |
| Zbraslavice                       | 2015  | Hubert, Markold, Mikuláš, Permoník |
| Zichovec                          | 2012  | Krahulík, Magor, Moták, Sokolík |
| Žáky                              | 2016  | Žacký pivovar Auersperg, mezinárodní Vegan licence na ležáky, IPA, APA, NEIPA, STOUT. Nefiltrovaná a nepasterovaná piva IPA Gabriela, ležák Vincenz, NEIPA Johann, APA Wilhemína, Novinka IPA mango habanero pepper. |
| Celkem 41                         |       | Celkem 102 |

## Jihočeský kraj
| Minipivovar                                | Vznik       | Značky |
| ------------------------------------------ | ----------- | --- |
| Blatná                                     | 2016        | Blatenský Kohout |
| Brandlín (Tučapy)                          | 2019        | Brandlínská kuna |
| Čejetice                                   |             | Hejtman Jan, Velocipedo, Práče, Lupulus, Moravská blondýna |
| České Budějovice (Beeranek)                | 2014        | Beeranek |
| České Budějovice (Krajinská)               | 2014        | Krajinská |
| České Budějovice (Solnice)                 | 2018        | Solnice |
| České Budějovice (ZF JČU)                  | 2016        | Čtyrák |
| České Budějovice – Nové Dvory              | 2012        | K 11, K 13, K 13 Černokněžník |
| Český Krumlov                              | 2016        | Světlý ležák 11% |
| Český Rudolec                              | 2015        | Černá růže, Grasel, Vladyka |
| Čížová                                     |             | 10° Pepa, 11° Josef, 12° Olaf, 13° Jirka, 11° Jura, IPA Horst |
| Dolní Bukovsko                             | 2017        | Bukovar |
| Dražíč                                     | 17. století | Lipan, Portyčák, Žižka, polotmavý speciál, svrchně kvašený speciál typu "ale" |
| Hlavatce (okres Tábor)                     | 2016        | Diktát®, Transformát® |
| Hluboká nad Vltavou                        | 2017        | Baltazar, Hvězdář, Kašpar, Melichar |
| Horní Chrášťany                            | 2017        | Wapity |
| Chotoviny                                  | 2011        | Chotovinské speciální Jantar, Chotovinský ležák, Chotovinský Vienna Spezial Lager 1913° |
| Jílovice                                   | 2015        | Jílovické pivo |
| Jindřichův Hradec (Jindřichohradecký orel) | 2013        | Heniker, Salamon, Vajgar |
| Kvilda                                     | 2011        | Desaterák, Divočák, Dvanácterák, Kvildské výčepní, Lišák, Galapetr, Osmerák, Rankl Sepp |
| Minipivovar Pod Besedou Tábor              |             | Lichvice 11°, Lichvice 12° |
| Nová Bystřice                              | 2017        | 12° VAINAR, 11° VASKA, 13° PAULÁN ALE, 13° SLAVATA IPA |
| Nové Hrady (Zevlův mlýn)                   | 2018        | |
| Obora u Malšic                             | 2016        | Ježibaba, Žitohola |
| Olešnice u Českých Budějovic               | 2023        | Bejval |
| Písek                                      | 2017        | Písecký ležák |
| Pivovar Petrovice                          | 2021        | Petrovický Kilián |
| Popelín                                    | 2014        | Polotmavý speciál, Světlé výčepní, Světlý ležák |
| Prachatice                                 | 2015        | |
| Pivovar Rožmberk                           |             | |
| Studánky                                   | 2018        | Špáca 12%, Jiřina 13%, IPA 14%, Summer Ale 11% |
| Svachova Lhotka                            | 2013        | Glok |
| Truskovice                                 |             | Světlý výčepní Hulvát 8°, světlý výčepní Hulvát 10°, světlý ležák Hulvát 11°, polotmavý ležák Hulvát 11°, světlý ležák Hulvát 12°, vídeňský ležák Hulvát 12°, zázvorový ležák Hulvát 12°, černý ležák Hulvát 13° a baltický porter Hulvát 18°. |
| Týn nad Vltavou                            | 2020        | Hradní ležák, Tobiáš, Svobodný Pán |
| Veselí nad Lužnicí                         | 2013        | |
| Vimperk                                    | 2010        | Šumavský pivovar Vimperk |
| Vlachovo Březí                             | 2017        | Březí Koza |
| Volary                                     | 2012        | Gabretus |
| Vyšší Brod                                 | 2006        | Červený Jakub, Jakub |
| Zvíkovské Podhradí                         | 1994        | Jublák, Královská Zlatá labuť, Zlatá labuť, Zvíkovský Rarášek |
| Žumberk                                    | 2011        | Žumberk 11° světlý ležák, Žumberk 13° polotmavý ležák, Černá mamba 14° tmavý ležák |
| Celkem 40                                  |             | |

## Plzeňský kraj
| Minipivovar             | Vznik | Značky |
| ----------------------- | ----- | --- |
| Bezděkov                | 2014  | Bezděkovské pivo |
| Čižice                  | 2011  | Bizon, Buližník, Kameník, American IPA |
| Dobřany                 | 1998  | Dobřanská desítka, Dobřanské pivo hořké, Dobřanský anděl, Dobřanský dragoun, Dobřanský hospodář, Dobřanský sekáč, Dobřanský zeman, Modrá hvězda |
| Druztová (Radouš)       | 2008  | Pilsner Ilgner, Stodolní desítka, Ru-Ka, Magický Motýl, Radoush Stout, Polotmavé                                                                |
| Druztová (Barn Beer)    | 2020  | (Součást pivovaru Radouš) |
| Horšovský Týn           | 2014  | Pšeničný Gurmán, Zlatý Gurmán |
| Chříč                   | 2015  | Pazdrát, Nocturno, American Brown Ale, Orange Blossom Express                                                                                   |
| Chudenice               | 2012  | Bubák, Fantom, Houwárek |
| Kašperské Hory          | 2015  | Amálka, Cikánka, Kašperk, Šibeničák |
| Klatovy (Měšťanský)     | 2015  | Klatovské pivo |
| Kout na Šumavě          | 1826  | Koutská desítka, Koutský ležák světlý, Koutský tmavý speciál                                                                                    |
| Kozojedy                | 2016  | Kozojedy |
| Kyšice                  | 2013  | Čeledín, Lanbert, Mouřenín, Sedlák |
| Lazny                   | 2016  | Černá Mamba, Duše, Javorníček, Pampelišková Olí, Strašínský Kovář, Šumavous                                                                     |
| Letiny                  | 2014  | Letinský pivo |
| Modrava                 | 2014  | Světlý Modravský ležák Lyer |
| Plasy                   | 2015  | Vašnosta, Vidlák, Metternich, Felčar |
| Plzeň (Beer Factory)    | 2016  | Světlý ležák, IPA, Amber ALE, Black ALE, pšeničný speciál, La Trapp, Nevada Summer                                                              |
| Plzeň (Groll)           | 2008  | Kapr, Lotr, Waldschmidt |
| Plzeň (U Lenocha)       | 2015  | Lenoch |
| Plzeň – Bolevec         | 2014  | Raven |
| Plzeň – Černice         | 2007  | Písař, Purkmistr, Radní |
| Plzeň – Radobyčice      | 2016  | Jezevec |
| Příchovice (u Tanvaldu) | 2015  | Světoběžník JC |
| Příšov                  | 2015  | Příšovské pivo |
| Radnice                 | 2012  | Radnické pivo |
| Radnice (Klenot)        | 2014  | pivo Klenot |
| Rokycany                | 2011  | Hutník, Patriot, Řepiš, Stočeská 11° |
| Srní                    | 2013  | Tmavý srnec, Zlatý srnec, Zlatý srneček |
| Sušice                  | 2014  | Nuželický ležák, Sušičák |
| Šťáhlavice              | 2017  | Lopata, Šťáhlavický Kosičkář |
| Šťáhlavy                | 2011  | Dr. Čížek, Nový ležák, Pilsner Ilgner, Radouš, Radoush Stout, Šťáhlavská desítka, Viliem Šejkspír                                               |
| Zhůřák                  | 2013  | Techtle Mechtle NEIPA 15°, Podivín 16° NEIPA, Asfalt Extreme Stout 20°, Gunk Galore 19° NEIPA                                                   |
| Železná Ruda            | 2007  | Belgrád, Belveder, Grádl, Pašerák, Švejk |
| Celkem 33               |       | Celkem 92 |

## Karlovarský kraj
| Minipivovar        | Vznik | Značky                                                                           |
| ------------------ | ----- | -------------------------------------------------------------------------------- |
| Mariánské Lázně    | 2018  | Kronl, Sarka Farka, Gauner, Fruit storm, Elizabeta, Black bandit, Smokie         |
| Děpoltovice – Nivy | 2014  | Karlovarské světlé "Starý hrad", Karlovarské tmavé "Starý hrad", Karlsbader Beer |
| Cheb               | 2005  | Barbarosa, Hradní chebské, Karapils                                              |
| Chyše              | 1839  | Anton, Prokop, Prokop Jantar, Svatováclavský Rubín                               |
| Karlovy Vary       | 2012  | Karel IV.                                                                        |
| Kynšperk nad Ohří  | 1595  | Kynšperský zajíc                                                                 |
| Loket              | 2009  | Longin, Svatý Florian                                                            |
| Lomnice u Sokolova | 2006  | Melantrich, Permon                                                               |
| Tisová u Kraslic   | 2015  | Krušnohor                                                                        |
| Velký Rybník       | 2006  | Hastrmánek, Staročeské bílé, Velkorybnický hastrman                              |
| Ostrov             | 2017  | Rudohor                                                                          |
| Celkem 10          |       | Celkem 21                                                                        |

## Ústecký kraj
| Minipivovar                | Vznik | Značky                                                                                                   |
| -------------------------- | ----- | --- |
| Brňany                     | 2015  | Brňanský Ležák 12°, Nevada Ale 11°                                                                       |
| Ctiněves                   | 2014  | Podřipské pivo                                                                                           |
| Česká Kamenice             | 2015  | KAMENICKÁ KAPLE, Kamenická PODKOVA, Kamenický DUKÁT, KAMENICKÝ POKLAD, Kamenický RYTÍŘ, Kamenický ZLAŤÁK |
| Děčín                      | 2014  | Černý korzár, Černý rytíř, Kapitán, Lodník, Válečník                                                     |
| Chomutov                   | 2013  | Karáskova 11%, Podloubnická, Stülpnerova 13%                                                             |
| Kostelec nad Ohří          | 2016  | Lanýž |
| Krásná Lípa                | 2013  | Adventní Bock, Falkenštejn, Podzimní ale Falkenštejn, Řezaný ležák Falkenštejn                           |
| Kytlice                    | 2015  | Fešák, Grácie                                                                                            |
| Litoměřice (Biskupský)     | 2015  | Děkan, Štěpán, Vikář                                                                                     |
| Litoměřice (Koliba)        | 2011  | Fořt, Kousek                                                                                             |
| Litoměřice (Labuť)         | 2011  | Černá Labuť, Jungmann, Světlý Žák                                                                        |
| Louny (Domov)              | 2013  | Lounský žejdlík                                                                                          |
| Louny (Zichovec)           | 2017  | Krahulík, Magor, Moták, Sokolík                                                                          |
| Louny (ZLoun)              | 2013  | Pivo ZLoun, Tvrďák                                                                                       |
| Most (Kahan)               | 2009  | Horníkův cumel, Kouřící drak, Mosteckej malvaz, Mostecký kahan, Nakouřený Kahan, Perla Severu            |
| Most (Pod Koňským vrchem)  | 2020  | Amber Ale, Desítka Pale Ale, Dvanáctka polotmavá, Jedenáctka světlá, NEIPA, Old Ale                      |
| Osek (Černý orel)          | 2015  | Dvanda od Orla, Karamela od Orla, Uzenáč od Orla                                                         |
| Osek (Klášterní)           | 2015  | Jindřich, Osseg, Phillip, Tomáš                                                                          |
| Perštejn                   | 2013  | Harmonie, Premiant, Sládek                                                                               |
| Siřem                      | 2019  | Burton Golden, Perle Single Hop, Easter IPA                                                              |
| Teplice                    | 2015  | Karlík, Monopol                                                                                          |
| Ústí nad Labem (G a SOŠ)   | 2014  | |
| Ústí nad Labem (Millénium) | 2016  | Milláček                                                                                                 |
| Ústí nad Labem (Na Rychtě) | 2010  | Adventní Ústečan, Mazel, Ústecká Rychtářka, Ústečan, Vojtěch                                             |
| Varnsdorf                  | 2008  | Kocour                                                                                                   |
| Žatec (Pioneer Beer)       | 2018  | Rezident, Double Trap, Caramel Shake, Hello Yellow, UFO, Cloudya, Hoppy Helles                           |
| Žatec (pokusný pivovar)    | 1963  | |
| Žatec (U Orloje)           | 2010  | Chrámové tmavé, Chrámový ležák, Žatecký Samec                                                            |
| Židovice                   | 2016  | Bulf, Desítka z Roudnicka, Furiant, Hraběnka, IPA ALExander, Jindřich, Korzár, Vítek                     |
| Celkem 28                  |       | Celkem 89                                                                                                |

## Liberecký kraj
| Minipivovar             | Vznik | Značky |
| ----------------------- | ----- | --- |
| Cvikov                  | 2014  | Klíč, Luž, Sklář |
| Frýdlant v Čechách      | 2014  | Albrecht |
| Harrachov               | 2002  | Čertovské pivo, František, Huťské výčepní, Řízlý sklář, Sklářská osmička                                                                       |
| Jablonec nad Nisou      | 2017  | Starter, Polovodič, Pojistka, Elektron, Gruit, Akumulator, Protinožec, Flash, Zesilovač, Baterka, Neon, Eliášuv oheň, Blackout, Zkrat, Vypínač |
| Liberec-Krásná Studánka | 2010  | Gallasův ležák, Studánecký Antal, Studánecký Flik                                                                                              |
| Liberec-Starý Harcov    | 1999  | Vendelín |
| Malá Skála              | 2016  | Bouček |
| Zásada                  | 2015  | |
| Celkem 8                |       | Celkem 29 |

## Královéhradecký kraj
| Minipivovar                     | Vznik | Značky |
| ------------------------------- | ----- | --- |
| Bernartice                      | 2015  | Vranihorské pivo |
| Běleč nad Orlicí                | 1994  | Boban, Car, Carevna, Pepan, Včelka |
| Dětenice                        | 1790  | Dětenické pivo |
| Dobruška                        | 1870  | Dobrušská jedenáctka, F. L. Věk, Kačenčina 14%, Májový Rampušák, Muderlant, Mudrlant, Mutina, Rampušák, Rampušákova vánoční 14%, Třísladový speciál 1320, Vánoční Mudrlant, Velikonoční Rampušák |
| Dvůr Králové nad Labem (Tambor) | 2009  | Tambor |
| Dvůr Králové nad Labem (Safari) | 2018  | White Rhino Beer, Black Rhino Beer, Kili Beer, African Queen Beer, Safari Beer letní, Safari Beer zimní                                                                                          |
| Hořice                          | 2017  | PD 10%, PP 12% |
| Hradec Králové (713)            | 2015  | O´Haaara |
| Hradec Králové (Kubík)          | 2010  | Kluk, Kohout |
| Hradec Králové (U Antéňáka)     | 1995  | Hradecký Bulík Svatý Patrik, U Antéňáka Bard Stout |
| Chlumec nad Cidlinou            | 2014  | Sedlák |
| Jičín                           | 2024  | Řáholec, Kníže, Prachov |
| Malá Úpa                        | 2015  | Trautenberk |
| Miletín                         | 1996  | Arcivévoda Arnošt, Battalion salve, Čáryfuk, Chmelka, Pytlák |
| Mžany                           | 2014  | Dubák, Lhoťák, Mžaňák, Šípek |
| Neratov                         | 2017  | Prorok |
| Pec pod Sněžkou                 | 2012  | Paroháč |
| Pec pod Sněžkou                 | 2017  | Pivo Sněžka |
| Potštejn                        | 2014  | Clock, Goldie, Hektor, Maid, Twist |
| Praskačka                       | 2012  | Propper |
| Skalice u České Lípy            | 2016  | Agáta, Bubák, Čenda, Černokněžník, Divá Bára, Jessica, Ježibaba, Pankáč, Skalický drak, Soptík                                                                                                   |
| Strážné                         | 2013  | Fries |
| Rychnov nad Kněžnou             | 2009  | Rychnovská Kněžna, Rychnovský Habrovák, Rychnovský Kaštan, Rychnovský Zilvar |
| Vrchlabí (Hendrych)             | 2012  | H 11 |
| Vrchlabí (Pivovarská bašta)     | 1995  | Krkonošský medvěd |
| Celkem 23                       |       | Celkem 64 |

## Pardubický kraj
| Minipivovar                 | Vznik | Značky                                                                                       |
| --------------------------- | ----- | -------------------------------------------------------------------------------------------- |
| Česká Třebová               | 2012  | Černý Kohout, Kohout, Řezaný Kohout                                                          |
| Dašice                      | 2017  | Dašické pivo                                                                                 |
| Dolní Ředice                | 2013  | Mordýř                                                                                       |
| Choceň                      | 2021  | Splávek                                                                                      |
| Jablonné nad Orlicí         | 2016  | Medvěd                                                                                       |
| Litomyšl                    | 2013  | Bedřich                                                                                      |
| Medlešice                   | 2001  | Medlešické pivo                                                                              |
| Pardubice (Arnošt)          | 2016  | Arnošt                                                                                       |
| Pardubice (Bahno)           | 2016  | Bahno                                                                                        |
| Svitavy                     | 2011  | Kopečkovské pšeničné, Mouřenín, Red Hill, Škopeček                                           |
| Široký Dvůr                 | 2018  | Světlé výčepní 10°, Světlý ležák 11°, Světlý ležák 12°, Jarní speciál 13°, Zimní speciál 14° |
| Vysoké Mýto (Mejto)         | 2016  | Mejto                                                                                        |
| Vysoké Mýto (Kujebák)       | 2018  | Kujebák, Vysokomýtské pivo, Malvaz                                                           |
| Žamberk (Kanec)             | 1997  | Jantarový kanec, Královéhradecký Patriot, Zlatý kanec, Žamberecký kanec                      |
| Žamberk (Letohradský Jelen) | 2014  | Letohradský Jelen                                                                            |
| Žlebské Chvalovice          | 2010  | Chvalovické, Jantar, Rančer                                                                  |
| Celkem 16                   |       | Celkem 32                                                                                    |

## Kraj Vysočina
| Minipivovar                   | Vznik | Značky |
| ----------------------------- | ----- | --- |
| Biskupice-Pulkov              | 2013  | Biskupické |
| Bystřice nad Pernštejnem      | 2015  | Mitrowski |
| Dalešice                      | 2002  | Dalešické pivo, Kouřící králík, Májový ležák, Fledermaus                                                                    |
| Dobronín                      | 2015  | Dědkovo pivo |
| Havlíčkův Brod                | 2016  | Gulbrúna, Karel, Mnichov, Rosomák, Šklíba, Šklíba Summer, Zrzek                                                             |
| Hladov                        | 2015  | Novoříšské Klášterní pivo                                                                                                   |
| Hluboké                       | 2016  | |
| Horní Dubenky                 | 2006  | Javořický světlý ležák, Javořický polotmavý speciál, Javořický tmavý speciál, Javořická pšeničná 12°, Vídeňská 12°, IPA 15° |
| Jihlava (Radniční)            | 2011  | Ignác, IPA 14.95, Jiskra, Porter, Weizenbier, Zikmund, Zuzana                                                               |
| Kamenice nad Lipou (Kamenice) | 2017  | Kamenické pivo |
| Kamenice nad Lipou (Kokeš)    | 2013  | Bílý Kokeš, Kokeš |
| Pacov                         | 2009  | Pacovský Golem, Pacovský Rabín                                                                                              |
| Pávov                         | 2015  | Hrboun |
| Pelhřimov (Na Čtyrce)         | 2015  | Bavorský speciál 13°, Pelhřimovská desítka, Svatojakubský ležák 12°, Novorychnovský polotmavý ležák 11°                     |
| Račín                         | 2015  | Richard, Meďák |
| Radešín                       | 2016  | Bobrůvka, Florian, Samuel                                                                                                   |
| Sobíňov                       | 2019  | Sobiňovský Ležák, Sobiňovský Speciál, Sobiňovské Silné                                                                      |
| Telč                          | 2017  | Měšťanská dvanáctka, Oscar ale, Telčská desítka                                                                             |
| Telč (Panský pivovar)         |       | Telčský nádeník, Telčský holomek, Telčský hofmistr, Telčský klíčník IPA                                                     |
| Třebíč                        | 2012  | Kaplan, Urban |
| Uhřínovice                    | 2013  | Ruprenz |
| Velké Meziříčí                | 2003  | Harrach, Velkomeziříčský Granát                                                                                             |
| Vladislav                     | 2014  | Heřman |
| Žďár nad Sázavou              | 2016  | 8Evženů, Bílá Dáma, Dacan.ZR, Revolta, ŠakalOff                                                                             |
| Ždírec nad Doubravou          | 2011  | Naše pivo |
| Želiv                         | 2003  | Castulus, Drslav, Gottschalk, Haštal, Magni, Milo, Salesius, Siard falco                                                    |
| Celkem 26                     |       | Celkem 76 |

## Jihomoravský kraj
| Minipivovar                  | Vznik | Značky |
| ---------------------------- | ----- | --- |
| Bítov                        | 2015  | Tesák |
| Blučina                      | 2006  | František, Oldřich, Vladimír, Xaver |
| Bohdalice                    | 2015  | |
| Bratčice                     | 2012  | Vánoční bratčický granát, Zámecká černá dvanáctka, Zámecká desítky, Zámecká dvanáctka, Zámecká jedenáctka, Zámecká třináctka                                                        |
| Brno (Hauskrecht)            | 2014  | Špilberk 10°, Brněnská 11°, Brněnská 12°, PH13 Black Flek, Brněnský Weiss |
| Brno (Charlie's Square)      | 2014  | Charlie's beer |
| Brno (JBM)                   | 2015  | JBM Brew Lab |
| Brno (Lucky Bastard)         | 2013  | Blond 11, Oktagon 13, India 15, Siciliano 17, speciály |
| Brno (Pegas)                 | 1992  | Krystal, Pegas, Pegas Gold |
| Brno (Stern)                 | 2019  | Američan, Baba Jaga, Beach boy, Californio, Cooledník, Czechoslovak, Dark energy, Funky, Francouz, Golden boy, Grinch, Jižanská 11°, Komárovská 12°, Lone wolf, Maor, Nebula, Shiva |
| Brno-Líšeň                   | 2011  | Ležoun, Marvan, Pavián, Zelená pšenice |
| Brno-Medlánky (Moravia)      | 2017  | Jošt 10, Punkevní 11, Rathausbier 11, Kluzák 11, Petrov 12, Mendelbier 12, sv. Martin 12, Zelené 11                                                                                 |
| Brno-Veveří                  | 2011  | Císařský Weizen, Kateřina, Magistr Kelly, Matyáš Weizen, Old Land, Rektor, Scotta, Višňová jedenáctka, Weisbier                                                                     |
| Brno-Žebětín                 | 2004  | Richard, Zelený Richard, Medový ležák 15°, Richard Pšenice, Višňové, Troják |
| Břeclav (Zámecký)            | 2013  | Delegát, Kanec, Svatováclavský speciál |
| Břeclav (Frankies)           | 2014  | Frankies |
| Březí                        | 2019  | Březácký Sup |
| Bzenec                       | 2007  | Kněžihorské pivo |
| Dolní Bojanovice             | 2011  | Mazák |
| Doubravník                   | 2014  | Doubravník |
| Hodonín (Hodonínský vojáček) | 2013  | Hodonínský vojáček |
| Hodonín (Křikloun)           | 2017  | Křikloun |
| Hodonín (Kunc)               | 1994  | Blázen, Černý Švihák, Dacan, Pacholíček, Porter, Svatý Marek, Šohaj, Švihák |
| Hustopeče                    | 2015  | Helles, Hradní pivo, Velbloud |
| Kyjov                        | 2014  | |
| Měnín                        | 2005  | Santon |
| Mikulov (Galant)             | 2015  | |
| Mikulov (Mamut)              | 2011  | Mamut, Mastodont |
| Moravská Nová Ves            | 2015  | Extra chmelený Ale, Novoveský Amber Ale |
| Moravský Krumlov             | 2016  | Krumlovské pivo |
| Moravský Žižkov              | 2012  | Divočák, Žižkovský ležák |
| Nový Šaldorf – Sedlešovice   | 2013  | Zlatý Josef |
| Netopýrka                    | 2021  | Sakuráč, OX-Oxymoron, Krčemný pán, Sakurová 13 |
| Oslavany                     | 2013  | Opál, Jantar, Rubín |
| Padochov                     | 2015  | Antonín, Františka, Kukla |
| Rajhrad                      | 2016  | Amber Ale 13°, IPA 16° |
| Ratíškovice                  | 2010  | Ratíškovické pivo |
| Sentice                      | 1992  | Sentický Kvasar |
| Slavkov u Brna               | 2013  | Slavkovská Desítka, Slavkovská Dvanáctka, Slavkovské Bílé, Slavkovský kancléř, Slavkovský kaštan                                                                                    |
| Syrovín                      | 2012  | Syrovar |
| Tišnov                       | 2015  | Abatyše Barbora, Porter Coeli, Tišnovák, Tišnovan, Tišnovanka |
| Tišnov (Grádo)               | 2017  | Grádo |
| Tišnov (Květnice)            | 2016  | Květnice, Vídeňák |
| Topolany u Vyškova           | 2013  | Lišák |
| Únanov                       | 2015  | Dráteník |
| Velká nad Veličkou           | 2015  | Velický Bíla, Velický Bombarďák |
| Viničné Šumice               | 2015  | Výčepní 10° "Kolař", Světlý ležák Vildenberk 12°, měsíční speciály |
| Vísky                        | 2013  | Bejček |
| Vranov u Adamova             | 2018  | farmářská 10° Z Gruntu, Z Gruntu Ferdinand 11°, Z Gruntu polotmavý Antonín 12°, Pivohrátkový speciál Z Gruntu                                                                       |
| Znojmo (městský)             | 2015  | Znojemská Doppelbock, Znojemská Vídeň, Znojemské pivo, Znojemské Zetko |
| Znojmo (U Šneka)             | 2015  | Šnek |
| Celkem 49                    |       | Celkem 112 |

## Olomoucký kraj
| Minipivovar                    | Vznik | Značky                                                                                        |
| ------------------------------ | ----- | --------------------------------------------------------------------------------------------- |
| Bernartice                     | 2015  | Vranihorské výčepní, Vranihorský ležák, Vranihorský speciál                                   |
| Branná                         | 2013  | Bran, Dolmen, Kobra, Menhir                                                                   |
| Držovice                       | 2014  | Císař                                                                                         |
| Horka nad Moravou              | 2013  | Světlý ležák 11-13, Polotmavý ležák 11-13, Märzen 11, Bock                                    |
| Jeseník                        | 1870  | Březinka, Julius, Lichtwitz, Muzikant, Špičák, Vincenz                                        |
| Koválovice u Tištína           | 2015  | Husar                                                                                         |
| Lhota pod Kosířem              | 2014  | Haltyř, Gabriell                                                                              |
| Lipník nad Bečvou              | 2004  | Lipnický ležák, Svatovar                                                                      |
| Lipník nad Bečvou – Nové Dvory | 2015  | Božena, Černý Petr, Garde, Kávový speciál, Měďák, Notorik                                     |
| Loučná nad Desnou              | 2009  | Kvasslav                                                                                      |
| Náměšť na Hané                 | 2015  | Jadroš, Nitsche, Náměšťský pivovar                                                            |
| Olomouc (Chomout)              | 2014  | Chomout                                                                                       |
| Olomouc (Moritz)               | 2006  | Moritz                                                                                        |
| Olomouc (Originál)             | 2006  | Černé pivo pana Bruna, Hefe-weizen, Svatováclavská dvanáctka, Vašek, Vídeňský ležák           |
| Olomouc (Riegrovka)            | 2016  | Riegrovka                                                                                     |
| Olomouc-Holice                 | 2016  | Chmelař, Sladař, Vladař                                                                       |
| Olomouc-Svatý Kopeček          | 2012  | Hanibal, Hrdlička, J. W., Medlin                                                              |
| Osek nad Bečvou (Helf)         | 2017  | Hefaiston, Helf IPA, Kovář                                                                    |
| Ostružná                       | 2016  | Cestář                                                                                        |
| Prostějov (U krále Ječmínka)   | 1999  | Černý anděl, Ječmenný ležák, Prostějovská ječmenná desítka, Prostějovský Porter, Weissbier    |
| Prostějov (U Tří králů)        | 2011  | Desítka, Pšenice, Švestka, Tmavé, Višeň, Záhořan                                              |
| Přerov (Jižan)                 | 2016  | Jižan Garant, Jižan Grunt, Jižan Guvernér                                                     |
| Přerov (Parník)                | 2009  | Admirál, Jubilejní 3, Kapitán, Komodor, Kovář, Lodník, Maják, Námořník, Pirát, Přerovský Negr |
| Sobotín                        | 2015  | Albert                                                                                        |
| Šternberk                      | 2017  | Sternberg                                                                                     |
| Troubelice                     | 2014  | Trubadúr                                                                                      |
| Velké Losiny                   | 2016  | Zlosin                                                                                        |
| Zábřeh                         | 2016  | Welzl                                                                                         |
| Celkem 28                      |       | Celkem 80                                                                                     |

## Zlínský kraj
| Minipivovar           | Vznik | Značky                                                                |
| --------------------- | ----- | --------------------------------------------------------------------- |
| Brumov-Bylnice        | 2015  | Bobův ležák, Jantarový stoják, Podstraňák                             |
| Jarošov               | 2017  | Jarošovská Desítka, Jarošovský Joža, Jarošovský ležák, Jura, Šohaj    |
| Kroměříž (1. selský)  | 2013  | C. & K., McHugo, Sedláček, Sedlák                                     |
| Kroměříž (Černý orel) | 2009  | Černý orel                                                            |
| Kroměříž (Maxmilián)  | 2012  | Maxmilián                                                             |
| Otrokovice            | 2015  | King, Panhead, Scat, Shovel, Topper                                   |
| Rožnov pod Radhoštěm  | 2010  | Baron Armín Popper, Čert, Radhošť, Rothschild, Rytíř Gutmann, Žerotín |
| Slavičín – Hrádek     | 2013  | Horehleď, Karpat, Mladotic, Ocelot, Rejtín                            |
| Trnava u Zlína        | 2014  | Vraník                                                                |
| Valašské Meziříčí     | 2016  |                                                                       |
| Velké Karlovice       | 2014  | Diblík, Skřítek, Šibal, Tátoš                                         |
| Vsetín                | 2002  | Juráš, Valášek, Valdštejn, Vídeňský speciál                           |
| Záhlinice             | 2016  | Hospodář                                                              |
| Zašová                | 2004  | Bon, Portáš                                                           |
| Zlín-Malenovice       | 2010  | Zlínský švec                                                          |
| Celkem 16             |       | Celkem 44                                                             |

## Moravskoslezský kraj
| Minipivovar                  | Vznik | Značky                                                                                 |
| ---------------------------- | ----- | -------------------------------------------------------------------------------------- |
| Albrechtice u Českého Těšína | 2014  | Pacan, Pierun, Piko, Pipa, Pszenka                                                     |
| Bílovec                      | 2012  | Zobak                                                                                  |
| Bohumín-Skřečoň              | 2011  | Skřečoňský žabák                                                                       |
| Bruntál                      | 2015  | Světlý ležák, Polotmavý ležák, ABBEY, IPA, Pšeničné, Tmavý ležák                       |
| Dolní Sklenov                | 2004  | Hukvaldské pivo, Hukvaldský ležák                                                      |
| Frýdek-Místek                | 2013  | Morava                                                                                 |
| Havířov (PHM)                | 2015  | Magdon, Maur                                                                           |
| Havířov (Slezský)            | 2014  | Borůvka, Bulač, Cap Bock, Hajcman, Hever Red Ale, Štajgr, Štola                        |
| Hlučín                       | 1993  | Avar, Bivoj, Dérer, Franc, Leovar, Radovar, Slezský korbel                             |
| Horní Lomná                  | 2011  | Lomňan                                                                                 |
| Karviná – Ráj                | 2013  | Larische                                                                               |
| Karviná – Fryštát            | 2014  | Fryštátské pivo                                                                        |
| Kopřivnice                   | 2015  | Poležák                                                                                |
| Kozlovice                    | 2008  | Kozlovický fojt, Kozlovjan, Valašský vojvoda                                           |
| Krmelín                      | 2011  | Krmelínské pivo                                                                        |
| Krnov                        | 2015  | Nachmelená Opice                                                                       |
| Kunčice pod Ondřejníkem      | 2016  | Baltazar, Kašpar, Melichar                                                             |
| Leskovec                     | 2006  | Slezan                                                                                 |
| Opava (Nová Sladovna)        | 2013  | Opavský Čert, Opavský Škopek, Opavský Zlaťák                                           |
| Opava (Panský mlýn)          | 2015  | Brtník, Grizzly, Kodiak                                                                |
| Ostrava – Krásné Pole        | 2018  | Medojed, Samec, Strong, Easy                                                           |
| Ostrava – Martinov           | 2013  | Garážmistr                                                                             |
| Ostrava – Moravská Ostrava   | 2007  | Blackdog, Firedog, Garážmistr, Kunětický Hejkal, Qásek, Zeus                           |
| Ostrava – Stará Bělá         | 2014  | Starobělské pivo                                                                       |
| Ostrava – Vítkovice          | 2016  | HD                                                                                     |
| Ostrava – Zábřeh             | 1784  | Pikard, Poledníkové pivo, Svatováclavské zámecké, Svatováclavský ležák                 |
| Ostravice                    | 2013  | Beskydská desítka, Beskydský ležák, Beskydské hořké, Zbuj                              |
| Palačov                      | 2014  |                                                                                        |
| Rohov                        | 2010  | Rohan                                                                                  |
| Rýmařov                      | 1995  | Excelent                                                                               |
| Střítež                      | 2013  | Radas                                                                                  |
| Šenov                        | 2018  | Pivovar Šenov                                                                          |
| Štramberk                    | 2005  | Gambrinův Grál, Opojný polibek, The Troobacz, Trubač                                   |
| Třinec-Karpentná             | 2010  | Třinecké kvasnicové pivo                                                               |
| Vojkovice                    | 2006  | Čmelák, Dvaadvacítka, Grošák, Klaďas, Mustang, Netopýr, Ryzák, Sršeň, Vraník, Železník |
| Vratimov                     | 2012  | Brabčák                                                                                |
| Vyšní Lhoty                  | 2013  | Kohut                                                                                  |
| Celkem 37                    |       | Celkem 97                                                                              |

## Bez sídla
Tzv. Létající pivovary, které nemají stálé sídlo, prostory k vaření svých piv si pronajímají od jiných pivovarů.
- AGC
- Holy Farm
- Kočovný pivovar Albert
- Létající pivovar Dragonfly
- Létající pivovar Nomád
- Létající pivovar Pivečka
- Pivovar Falkon
- Pivovar Hangár
- Pivovar Malt
- Pivovar Starosta
- Prager Laffe
- Přátelský pivovar Malešov
- Šimanovský korbel[21]
- Two Tales
- WITTIGO – pivovar s jihočeskou duší
- Zemský akciový pivovar

## Zaniklé minipivovary
| Minipivovar                           | Kraj            | Začátek provozu | Konec provozu |
| ------------------------------------- | --------------- | --------------- | ------------- |
| Bohemian Hope Store                   | Praha           | 1998            | 1999          |
| Boskovice                             | Jihomoravský    | 1993            | 1996          |
| Brandýs nad Labem                     | Středočeský     | 2015            | 2017          |
| Brno-Královo Pole                     | Jihomoravský    | 1992            | 1993          |
| Domanín                               | Vysočina        | 2014            | 2016          |
| Frýdek-Místek                         | Moravskoslezský | 2004            | 2010          |
| Frýdlant nad Ostravicí (Letohrádek)   | Moravskoslezský | 2008, 2013      | 2009, 2014    |
| Frýdlant nad Ostravicí (Podhorský)    | Moravskoslezský | 2013            | 2018          |
| Havířov (PKŘMR)                       | Moravskoslezský | 2014            | 2018          |
| Hostivice                             | Středočeský     | 2010            | 2013          |
| Hradec Králové (Rambousek)            | Královéhradecký | 2002            | 2016          |
| Hradec Králové (U Zezuláků)           | Královéhradecký | 1992            | 1997          |
| Hutisko-Solanec                       | Zlínský         | 2013            | 2017          |
| Chlum u Třebíče                       | Vysočina        | 2016            | 2018          |
| Jedovnice                             | Jihomoravský    | 1997            | 1998          |
| Jihlava (Patriot)                     | Vysočina        | 2001            | 2002          |
| Jindřichův Hradec (pánů z Růže)       | Jihočeský       | 2013            | 2015          |
| Kelč                                  | Zlínský         | 2015            | 2018          |
| Kladno (Vorel)                        | Středočeský     | 2007            | 2009          |
| Klatovy (Modrý abbé)                  | Plzeňský        | 1991            | 2016          |
| Kopřivnice                            | Moravskoslezský | 2004            | 2009          |
| Liberec (U Vozků)                     | Liberecký       | 1995            | 2003          |
| Mačice                                | Plzeňský        | 2010            | 2011          |
| Nový Jičín                            | Moravskoslezský | 1993            | 1997          |
| Olomouc (Mačák)                       | Olomoucký       | 2013            | 2016          |
| Osek nad Bečvou (Osečan)              | Olomoucký       | 2013            | 2017          |
| Pelhřimov                             | Vysočina        | 2007            | 2008          |
| Plzeň (U Pašáka)                      | Plzeňský        | 2010            | 2019          |
| Plzeň (U rytíře Lochoty)              | Plzeňský        | 2001            | 2016          |
| Postoloprty                           | Ústecký         | 2000            | 2001          |
| Praha – Staré Město (U Dobřenských)   | Praha           | 2015            | 2018          |
| Praha – Vinohrady (Nota Bene)         | Praha           | 2015            | 2017          |
| Průhonice                             | Středočeský     | 1994            | 2014          |
| Příbor                                | Moravskoslezský | 2005            | 2008          |
| Rožnov pod Radhoštěm (První valašský) | Zlínský         | 1994            | 1997          |
| Slušovice                             | Zlínský         | 1996; 1997      | 2001          |
| Stříbro                               | Plzeňský        | 2007            | 2012          |
| Svinišťany                            | Královéhradecký | 1991            | 1998          |
| Šitbořice                             | Jihomoravský    | 2012            | 2017          |
| Tábor                                 | Jihočeský       | 1994            | 1995          |
| Uherský Brod                          | Zlínský         | 1998            | 2012          |
| Velichov                              | Karlovarský     | 2000            | 2014          |
| Vrahovice                             | Olomoucký       | 2013            | 2015          |
| Zlín                                  | Zlínský         | 2013            | 2014          |
| Žabeň                                 | Moravskoslezský | 2001            | 2003          |